# جان ميشال كوهن
جان ميشال كوهن (بالفرنسية: Jean-Michel Cohen)‏ هو أخصائيو التغذية وطبيب فرنسي، ولد في 22 مايو 1959 في وهران في الجزائر.